# Kabinett Vennola I
Das Kabinett Vennola I war das fünfte Regierungskabinett in der Geschichte Finnlands. Es amtierte vom 15. August 1919 bis zum 15. März 1920 (214 Tage).
Vennola bildete eine Minderheitsregierung aus Nationaler Fortschrittspartei, der er selbst angehörte, und dem Landbund. 

## Minister
| Amt                                        | Name                                     | Partei                       |
| ------------------------------------------ | ---------------------------------------- | ---------------------------- |
| Ministerpräsident                          | Juho Vennola                             | Nationale Fortschrittspartei |
| Außenminister                              | Rudolf Holsti                            | Nationale Fortschrittspartei |
| Justizminister                             | bis zum 30. Januar 1920: Henrik Kahelin  | Nationale Fortschrittspartei |
| Wehrminister                               | Karl Emil Berg                           | parteilos                    |
| Innenminister                              | Heikki Ritavuori                         | Nationale Fortschrittspartei |
| Finanzminister                             | bis zum 2. März 1920: Johannes Lundson   | Nationale Fortschrittspartei |
| Kirchen- und Bildungsminister              | Mikael Soininen                          | Nationale Fortschrittspartei |
| Landwirtschaftsminister                    | Kyösti Kallio                            | Landbund                     |
| Stellvertretender Landwirtschaftsminister  | Eero Hahl                                | Landbund                     |
| Verkehrs- und Infrastrukturminister        | Santeri Pohjanpalo                       | Nationale Fortschrittspartei |
| Handels- und Industrieminister             | Eero Kokko                               | Nationale Fortschrittspartei |
| Sozialminister                             | Santeri Alkio                            | Landbund                     |
| Minister für provisorische Angelegenheiten | Mikko Collan                             | Nationale Fortschrittspartei |
| Minister ohne Ressort                      | bis zum 5. Januar 1920: Mikko Luopajärvi | Landbund                     |